# Diecéze Ambanja
Diecéze Ambanja je římskokatolická diecéze nacházející se na Madagaskaru.

## Území
Zahrnuje území města Ambanja, kde se nachází hlavní chrám, katedrála svatého Josefa.

## Historie
Dne 4. září 1848 byla z části území apoštolského vikariátu Madagaskar zřízena apoštolská prefektura Mayotte, Nosy Be a Komory. Dne 2. února 1932 získala část území apoštolského vikariátu Diégo-Suarez.
Dne 14. června 1938 byla prefektura dekretem Cum appellatio Kongregace pro šíření víry přejmenována na Ambanja.
Dne 8. března 1951 byla bulou Ad potioris dignitatis papeže Pia XII. povýšena na apoštolský vikariát a 14. září 1955 bulou Dum tantis na diecézi. Stala se sufragánou arcidiecéze Tananarive.
Dne 11. prosince 1958 vstoupila do církevní provincie arcidiecéze Diégo-Suarez.
Dne 5. června 1975 byla část území použita ke zřízení apoštolské administratury Komory.

## Seznam apoštolských prefektů, vikářů a biskupů
- Marco Finaz, S.J.
- Sperato Lacomme, S.J. (?–1883)
- Jean-René Guilmin, C.S.Sp. (1886–1891)
- Philippe Walter, C.S.Sp. (1892–1900)
  - sede vacante
- Callisto Lopinot, O.F.M. Cap. (1932–1937)
- Léon-Adolphe Messmer, O.F.M. Cap. (1937–1975)
- Ferdinand Botsy, O.F.M. Cap. (1976–1997)
- Odon Marie Arsène Razanakolona (1998–2005)
- Rosario Saro Vella, S.D.B. (2007–2019)
- Donatien Francis Randriamalala, M.S. (od 2022)